# Socialmarket
Con il termine socialmarket (o socialmarketplace) si intende una categoria di siti internet impostasi a partire dal 2011 che combina in maniera originale diverse tipologie di portali e web application.
Un sito web è un socialmarket quando presenta le seguente caratteristiche:
- vi è scambio di beni o servizi (market)
- le inserzioni non sono anonime ma legate a profili personali (o aziendali) autentici (social)
- sono esclusi gli intermediari del settore (directmarket)
- non ci sono costi di indicizzazione per gli annunci, la quale avviene solo in basi a criteri oggettivi e funzionali

I socialmarket, da un lato, si distinguono quindi dai marketplace (EBay, Kijiji), per il loro approccio social e perché non permettono la sponsorizzazione degli annunci o dei profili, indicizzandoli solo in base alle preferenze espresse dagli utenti. Dall'altro lato, si differenziano dai social network perché non sono semplicemente portali di scambio e condivisione di contenuti. Al contrario, il loro scopo è quello di permettere lo scambio sereno e social di beni o servizi.
Un'altra caratteristica dei socialmarket è che, grazie all'integrazione con i social network più diffusi, permettono facili azioni di self marketing e self social media marketing. I socialmarket infatti sono usati da privati o aziende che operano direttamente nel mercato, senza intermediari. Di conseguenza, non possono usufruire dei tradizionali canali pubblicitari e di distribuzione (ad esempio le agenzie nel mercato immobiliare) e hanno quindi bisogno di pubblicizzare i propri prodotti in maniere innovativa. I social market permettono agli utenti di condividere con i propri contatti Facebook, Twitter, LinkedIn etc i loro prodotti o servizi, sia gratuitamente sia con piccole campagne pubblicitarie.
I socialmarket come suggerisce il nome hanno anche una valenza sociale, volta a cambiare il mercato rendendolo più trasparente e a liberarlo da intermediazioni non necessarie. L'indicizzazione onerosa, utilizzata dalla maggior parte dei portali web e dei motori di ricerca, è infatti un redditizio strumento per il proprietario del sito. Tuttavia, finisce inevitabilmente col peggiorare l'esperienza dell'utente poiché fa sì che i primi risultati non siano i più affini alle preferenze espresse ma, semplicemente, quelli che hanno comprato più visibilità.
Un'altra caratteristica dei socialmarket è che prevedono annunci di ricerca pubblici, al fine di favorire l'incontro tra la domanda e l'offerta. In questo modo diviene possibile generare un mercato trasparente e facilmente analizzabile.
I socialmarket hanno spesso anche valenze sociali proprie del settore in cui operano: i siti di carpooling, ad esempio, permettono di risparmiare emissioni di anidride carbonica e riducono il traffico autostradale.